# Spisak pseudonima
Ovo je nekompletan spisak pseudonima nekih slučajno odabranih poznatih ličnosti.
|  |  |  |  |  |  |  |  |  |  |  |  |  |  |  |  |  |  |  |  |  |  |  |  |  |  |  |  |  |  |

## 0—9
| Pseudonim | Ime              | Zanimanje |
| --------- | ---------------- | --------- |
|           | Danijel Ernandez | reper     |

## A
| Pseudonim         | Ime                    | Zanimanje   |
| ----------------- | ---------------------- | ----------- |
| Aca Seltik        | Aleksandar Petrović    | muzičar     |
| Ajs Nigrutin      | Vladan Aksentijević    | reper       |
| Alis Kuper        | Vinsent Dejmon Furnije | pevač       |
| Ana Bekuta        | Nada Polić             | pevačica    |
| Ana Oksa          | Ilirijana Hodža        | pevačica    |
| Aleksandar Maršal | Aleksandar Minkov      | pevač       |
| Aleksandar Zograf | Saša Rakezić           | strip autor |
| Aca Lukas         | Aleksandar Vuksanović  | pevač       |

## B
| Pseudonim         | Ime                      | Zanimanje         |
| ----------------- | ------------------------ | ----------------- |
| Baron Minhauzen   | Karl Fridrih Hijeronimus | baron             |
| Basshunter        | Jonas Altberg            | muzičar           |
| Baster Kiton      | Džozef Fransis Kiton VI  | glumac            |
| Baja Mali Knindža | Mirko Pajčin             | pevač             |
| Bad Spenser       | Karlo Pedersoli          | glumac            |
| Badi Holi         | Čarls Hardin             | muzičar           |
| Ben Kingsli       | Krišna Bandži            | glumac            |
| Bebi Dol          | Dragana Šarić            | pevačica          |
| Big Lale          | Lazar Antić              | mađioničar        |
| Bili Ajdol        | Vilijam Brod             | pevač             |
| Bili Kid          | Vilijam Boni             | revolveraš        |
| Bili Holidej      | Eleonor Fejgen           | pevačica          |
| Bob Dilan         | Robert Alan Cimerman     | pevač             |
| Bob Marli         | Robert Nesta             | muzičar           |
| Boni Tajler       | Gejnor Hopkins           | pevačica          |
| Bono Voks         | Pol Dejvid Hjuson        | pevač             |
| Boris Karlof      | Vilijam Henri Prat       | glumac            |
| Branislav Nušić   | Alkibijad Nuša           | pisac             |
| Brus Li           | Li Juan Kam              | karatista, glumac |
| Buč Kasidi        | Robert Liroj Parker      | zločinac          |
| Bufalo Bil        | Vilijam Frederik Kodi    | vojnik            |

## 
| Pseudonim | Ime | Zanimanje |
| --------- | --- | --------- |

## Č
| Pseudonim        | Ime                  | Zanimanje       |
| ---------------- | -------------------- | --------------- |
| Čabi Čeker       | Ernest Evans         | pevač           |
| Čaka Kan         | Ivet Meri Stivens    | pevačica        |
| Čarli Eks-Si-Eks | Šarlota Ema Ejčison  | pevačica        |
| Čarli Šin        | Karlos Irvin Estevez | glumac          |
| Čarls Bronson    | Čarls Bučinski       | glumac          |
| Henri Kinaski    | Čarls Bukovski       | pisac           |
| Čarlton Heston   | Čarls Karter         | glumac          |
| Čiko Marks       | Leonard Marks        | glumac, komičar |
| Čičolina         | Ilona Štaler         | porno glumica   |

## 
| Pseudonim        | Ime                              | Zanimanje     |
| ---------------- | -------------------------------- | ------------- |
| Dara Bubamara    | Radojka Adžić                    | pevačica      |
| Dajana Kiton     | Dajana Hol                       | glumica       |
| Dasti Springfild | Meri O Brajen                    | pevačica      |
| Dejvid Boui      | Dejvid Robert Džouns             | muzičar       |
| Dejvid Koperfild | Dejvid Set Kotkin                | mađioničar    |
| Deni Kej         | Danijel Dejvid Kaminskij         | glumac, pevač |
| Din Martin       | Dino Kročeti                     | pevač, glumac |
| Donatelo         | Donato di Niccolò di Betto Bardi | slikar        |
| Dona Samer       | Ladona Edrijan Gejnz             | pevačica      |
| Doris Dej        | Doris fon Kapelhof               | glumica       |
| Dr. Alban        | Alban Njapa                      | pevač         |

## Dž
| Pseudonim        | Ime                       | Zanimanje |
| ---------------- | ------------------------- | --------- |
| Džej-Zi          | Šon Kori Karter           | reper     |
| Džejmi Foks      | Erik Marlon Bišop         | glumac    |
| Džejms Din       | Džejms Bajron             | glumac    |
| Džek London      | Džon Grifit               | pisac     |
| Džeki Čen        | Čen Kong-Sang             | glumac    |
| Džeri Luis       | Dzozef Levič              | glumac    |
| Džimi Hendriks   | Džejms Maršal             | muzičar   |
| Džin Simons      | Heim Vitz                 | muzičar   |
| Džindžer Rodžers | Virdžinija Makmat         | plesačica |
| Džo Stramer      | Džon Grejam Melor         | muzičar   |
| Džon le Kare     | Dejvid Džon Mur Kornvel   | pisac     |
| Džodi Foster     | Ališa Kristijan Foster    | glumica   |
| Džon Vejn        | Merion Majkl Morison      | glumac    |
| Džordž Eliot     | Meri En Evans             | pisac     |
| Džordž Majkl     | Jorgos Kirijakos Panajotu | pevač     |
| Džordž Orvel     | Erik Artur Bler           | pisac     |
| Džudi Garland    | Franses Etel Gam          | glumica   |
| Džuli Endruz     | Džulija Elizabet Vels     | glumica   |

## Đ
| Pseudonim | Ime              | Zanimanje |
| --------- | ---------------- | --------- |
| Đani      | Radiša Trajković | pevač     |

## E
| Pseudonim     | Ime                     | Zanimanje      |
| ------------- | ----------------------- | -------------- |
| Edit Pijaf    | Đovana Gasjon           | pevačica       |
| Ekstra Nena   | Snežana Berić           | pevačica       |
| El Greko      | Dominikos Theotokòpulos | slikar         |
| Elis Bel      | Emili Bronte            | pisac          |
| Elton Džon    | Redžinald Kenet Dvajt   | pevač          |
| Elvis Kostelo | Deklan Patrik Makmanus  | pevač          |
| Eminem        | Maršal Brus Meders III  | reper          |
| En Benkroft   | Ana Marija Italijano    | glumica        |
| Erik Bana     | Erik Banadinović        | glumac         |
| Erik Klepton  | Erik Patrik Klep        | pevač, muzičar |
| Efraim Kišon  | Ferenc Hofaman          | pisac          |
| Erže          | Žorž Prosper Remi       | strip-autor    |

## F
| Pseudonim      | Ime                | Zanimanje       |
| -------------- | ------------------ | --------------- |
| Filip Cepter   | Milan Janković     | biznismen       |
| Fifti sent     | Kurtis Džekson     | reper           |
| Fredi Merkjuri | Faruk Bulsara      | pevač           |
| Farineli       | Karlo Broski       | pevač (kastrat) |
| Fred Aster     | Frederik Austerlic | igrač           |

## G
| Pseudonim     | Ime                     | Zanimanje       |
| ------------- | ----------------------- | --------------- |
| Gajtana       | Gajta-Lurdes Esami      | pevačica        |
| Gazda Paja    | Pavle Bošković          | reper           |
| Gumo Marks    | Milton Marks            | glumac          |
| Gala Dali     | Elena Ivanovna Đakonova | umetnica        |
| Gari Kasparov | Gari Vajnštajn          | šahista         |
| Greta Garbo   | Greta Gustafson         | glumica         |
| Gručo Marks   | Džulijus Henri Marks    | glumac, komičar |

## H
| Pseudonim       | Ime                       | Zanimanje  |
| --------------- | ------------------------- | ---------- |
| Henri Kinaski   | Čarls Bukovski            | pisac      |
| Hari Hudini     | Erik Vajs                 | mađioničar |
| Harpo Marks     | Adolf Artur Marks         | glumac     |
| Hedi Lamar      | Hedviga Eva Marija Kisler | glumica    |
| Henk Marvin     | Brajan Rankin             | muzičar    |
| Henri Kisindžer | Hajnc Alfred              | političar  |

## 
| Pseudonim           | Ime                    | Zanimanje      |
| ------------------- | ---------------------- | -------------- |
| Igi Azejlija        | Ametist Amilija Keli   | reperka        |
| Igi Pop             | Džejms Njuel Osterberg | pevač          |
| Isak Dinesen        | Karen Bliksen          | pisac          |
| Ita Rina            | Italina Lida Kravanja  | glumica        |
| Iv Montan           | Ivo Livi               | pevač i glumac |
| Izvorinka Milošević | Funtinjora Funta Lunga | pevačica       |

## J
| Pseudonim    | Ime              | Zanimanje |
| ------------ | ---------------- | --------- |
| Jukio Mišima | Kimitake Hiraoka | pisac     |

## K
| Pseudonim          | Ime                        | Zanimanje              |
| ------------------ | -------------------------- | ---------------------- |
| Kalamiti Džejn     | Marta Džejn Kanari         | odmetnica od zakona    |
| Karavađo           | Michelangelo Merisi        | slikar                 |
| Kardi Bi           | Belkalis Marlenis Almanzar | reperka                |
| Karim Abdul Džabar | Ferdinand Luis Elsindor    | košarkaš               |
| Karmen Elektra     | Tara Patrik                | glumica                |
| Karl Malden        | Mladen Sekulović           | glumac                 |
| Kejti Peri         | Ketrin Elizabet Hadson     | pevačica               |
| Keri Grant         | Arčibald Lič               | glumac                 |
| Karol Lombard      | Džejn Peters               | glumica                |
| Katrin Denev       | Katrin Fabjen Dorleak      | glumica                |
| Kid Rok            | Robert Džejms Riči         | muzičar                |
| Kirk Daglas        | Išur Danijelovič Demski    | glumac                 |
| Klif Ričard        | Hari Veb                   | pevač                  |
| Temistogen         | Ksenofont                  | vojskovođa i istoričar |

## 
| Pseudonim         | Ime                       | Zanimanje      |
| ----------------- | ------------------------- | -------------- |
| La Pasionarija    | Dolores Ibaruri           | revolucionarka |
| Leo Martin        | Miloš Jović               | pevač          |
| Lav Trocki        | Lav Davidovič Bronštajn   | političar      |
| Lepi Mića         | Miroslav Pržulj           | pevač          |
| Lil Vejn          | Dvejn Majkl Karter Mlađi  | reper          |
| Litl Ričard       | Ričard Penimen            | pevač          |
| Lepa Brena        | Fahreta Jahić-Živojinović | pevačica       |
| Lorens od Arabije | Tomas Edvards Lorens      | oficir         |
| Lorin Bekol       | Beti Perske               | glumica        |
| Luis              | Ljubiša Stojanović        | muzičar        |
| Luis Kerol        | Čarls Latvidž Dodžson     | pisac          |

## Lj
| Ime | Pseudonim | Zanimanje |
| --- | --------- | --------- |

## 
| Ime              | Pseudonim                   | Zanimanje        |
| ---------------- | --------------------------- | ---------------- |
| Madona           | Veronika Lujza Čikone       | pevačica         |
| Majk Dernt       | Majkl Rajan Pričard         | muzičar          |
| Maklemor         | Bendžamin Hamond Hagerti    | reper            |
| Malkom Iks       | Malkom Litl                 | sveštenik        |
| Marčelo          | Marko Šelić                 | muzičar          |
| Mark Rotko       | Marcus Rothkowitz           | slikar           |
| Mark Šagal       | Moishe Shagal               | slikar           |
| Markiz de Sad    | Fransoa Donatjen Alfons     | pisac            |
| Maksim Gorki     | Aleksej Pješkov             | pisac            |
| Majkl Kertis     | Mihalj Kertes               | reditelj         |
| Mario Lanca      | Alfred Kokoza               | operski pevač    |
| Mahatma Gandi    | Mohandas Karamčand          | političar        |
| Majka Tereza     | Agneza Gondža Bojadžiju     | kaluđerica       |
| Majkl Kertis     | Mihalj Kertes               | reditelj         |
| Mina Kostić      | Minira Jašari               | pevačica         |
| Mobutu Sese Seko | Dzozef Desire               | političar        |
| Mobi             | Ričard Melvil Hol           | pevač            |
| Mir-Jam          | Milica Jakovljević          | književnica      |
| Mel Bruks        | Melvin Kaminski             | reditelj, glumac |
| Majkl Kejn       | Moris Miklvajt              | glumac           |
| Marija Kalas     | Marija Kalogeropulos        | operska pevačica |
| Marlen Ditrih    | Marija Magdalena fon Loš    | glumica          |
| Mata Hari        | Margarita Gertruda Zele     | plesačica        |
| Majkl Kiton      | Majkl Daglas                | glumac           |
| Molijer          | Žan-Batist Poklen           | pisac            |
| Merilin Monro    | Norma Džin Mortensen Bejker | glumica          |
| Martin Šin       | Ramon Estevez               | glumac           |
| Mica Trofrtaljka | Milica Ostojić              | pevačica         |
| Milić od Mačve   | Milić Stanković             | slikar           |
| Mark Tven        | Semjuel Lenghorn Klemens    | pisac            |
| Mebijus          | Žan Žiro                    | strip-autor      |
| Muhamed Ali      | Kasijus Klej                | bokser           |

## N
| Pseudonim     | Ime                | Zanimanje |
| ------------- | ------------------ | --------- |
| Natali Vud    | Nataša Gurdin      | glumica   |
| Nil Dajmond   | Noa Kaminski       | muzičar   |
| Nikolas Kejdž | Nikolas Kim Kopola | glumac    |
| Nina Simone   | Junis Vejmon       | pevačica  |

## Nj
| Pseudonim | Ime | Zanimanje |
| --------- | --- | --------- |

## O
| Pseudonim   | Ime                    | Zanimanje |
| ----------- | ---------------------- | --------- |
| Omar Šarif  | Mihael Šalhoub         | glumac    |
| Oskar Vajld | Fingal O Flaerti Vilis | pisac     |
| O Henri     | Vilijam Sidni Porter   | pisac     |

## P
| Pseudonim    | Ime                            | Zanimanje    |
| ------------ | ------------------------------ | ------------ |
| Pablo Neruda | Neftali Rikardo Rejes          | pisac        |
| Džek Palans  | Vladimir Palahnjuk             | glumac       |
| Pančo Vilja  | Francisko Doroteo Arango       | revolucionar |
| Paracelzus   | Teofrast Mombast fon Hohenhajm | alhemičar    |
| Pi Didi      | Šon Kombs                      | reper        |
| Pol Pot      | Salot Sar                      | diktator     |
| Prins        | Prins Rodžers Nelson           | pevač        |

## R
| Ime              | Pseudonim                  | Zanimanje |
| ---------------- | -------------------------- | --------- |
| Rade Drainac     | Radojko Jovanović          | pisac     |
| Raspućin         | Grigorij Jefimovič         | sveštenik |
| Rahela Ferari    | Bela Rohel Frajnd          | glumica   |
| Rebeka Vest      | Sesilija Izabela Frefild   | pisac     |
| Ričard Barton    | Ričard Dženkins            | glumac    |
| Ringo Star       | Ričard Starki              | muzičar   |
| Rita Hejvort     | Margarita Karmen Kansino   | glumica   |
| Rok Hadson       | Roj Ficdžerald Šerer Mlađi | glumac    |
| Roki Marčano     | Roko Frensis Markeđano     | bokser    |
| Romi Šnajder     | Rozmari Albah              | glumica   |
| Rudolf Valentino | Rudolfo Guljelmi           | glumac    |

## S
| Pseudonim          | Ime                           | Zanimanje   |
| ------------------ | ----------------------------- | ----------- |
| Sandra Afrika      | Sandra Prodanović             | pevačica    |
| Sandro Botičeli    | Alesandro Filipepi            | umetnik     |
| Sandens Kid        | Hari Longabau                 | odmetnik    |
| Satan Panonski     | Ivica Čuljak                  | muzičar     |
| Sen-Džon Pers      | Aleksis Leže                  | pisac       |
| Silvana Armenulić  | Zilha Barjaktarević           | pevačica    |
| Sid Višoz          | Džon Sajmon Riči              | muzičar     |
| Sisi van Marksfelt | Setske de Han                 | književnica |
| Skaj Vikler        | Đorđe Miljenović              | reper       |
| Skrileks           | Soni Džon Mur                 | DJ          |
| Sleš               | Sol Hadson                    | muzičar     |
| Sofija Loren       | Sofija Čikolone               | glumica     |
| Snup Dog           | Kalvin Kordozar Broudus Mlađi | reper       |
| Sperans            | Edvard Kardelj                | političar   |
| Tito               | Josip Broz                    | državnik    |
| Stankelja          | Rade Stanković                | slikar      |
| Stendal            | Mari Anri Bejl                | pisac       |
| Sting              | Gordon Metju Tomas Samner     | pevač       |
| Stivi Vonder       | Stivlend Hardavej Džadkins    | pevač       |
| Surreal            | Filip Arsenijević             | reper       |

## Š
| Pseudonim | Ime                        | Zanimanje |
| --------- | -------------------------- | --------- |
| Šer       | Šerilin Sarkasijan La Pjer | pevačica  |

## T
| Pseudonim        | Ime                        | Zanimanje |
| ---------------- | -------------------------- | --------- |
| Tabu             | Džejmi Luis Gomez          | muzičar   |
| Tenesi Vilijams  | Tomas Lanijer              | pisac     |
| Teodor Filipović | Božidar Grujović           | političar |
| Tina Tarner      | Ana Mej Bulok              | pevačica  |
| Tintoreto        | Jakopo Robusti             | slikar    |
| Tom Kruz         | Tomas Mapoter IV           | glumac    |
| Tom Džouns       | Tomas Vudvord              | pevač     |
| Toni Kertis      | Bernard Švarc              | glumac    |
| Toni Montano     | Velibor Miljković          | pevač     |
| Toto             | Antonio de Kurtis Galjardi | glumac    |
| Tre Kul          | Frenk Edvin Rajt III       | muzičar   |
| Tupak Šakur      | Lisejn Pariš Kruks         | reper     |
| Tvigi            | Lesli Hornbi               | manekenka |

## U
| Pseudonim | Ime | Zanimanje |
| --------- | --- | --------- |

## 
| Pseudonim     | Ime                            | Zanimanje        |
| ------------- | ------------------------------ | ---------------- |
| Vangelis      | Evangelos Odiseas Papatanasiju | muzičar          |
| Vanila Ajs    | Robert Metju Van Vinkl         | reper            |
| Vilhelm Fink  | Bili Džo Armstrong             | pevač            |
| Vili Brant    | Herbert Ernst Karl             | političar        |
| Vinona Rajder | Vinona Laura Horovic           | glumica          |
| Vivijen Li    | Vivijen Meri Hartli            | glumica          |
| Viz Kalifa    | Kameron Džibril Tomaz          | glumica          |
| Volter        | Fransoa-Mari Arue              | filozof i pisac  |
| Vudi Alen     | Alen Stjuart Kenigsberg        | glumac, reditelj |
| Vupi Goldberg | Kerin Ilejn Džonson            | glumica          |

## Z
| Pseudonim | Ime                              | Zanimanje |
| --------- | -------------------------------- | --------- |
| Zaz       | Izabel Žefroa                    | pevačica  |
| Zazi      | Izabel Mari An de Truši de Varen | pevačica  |

## Ž
| Pseudonim | Ime                      | Zanimanje   |
| --------- | ------------------------ | ----------- |
| Žorž Sand | Amantin Lusil Oror Dipon | književnica |